# Hanna Haack
Hanna Haack (* 1941 in Wismar) ist eine deutsche Historikerin.

## Leben
Von 1960 bis 1965 studierte sie Germanistik und Anglistik  in Rostock (Staatsexamenshausarbeit: Die sozialökonomische Struktur in den ritterschaftlichen Ämtern Grevesmühlen und Mecklenburg und im Domanialamt Grevesmühlen. Eine Untersuchung auf der Grundlage der Kontributionslisten von 1703). Nach der Promotion A 1968 Die sozialökonomische Struktur mecklenburgischer Feudalkomplexe im 16. und 17. Jahrhundert. Untersucht am Beispiel der Eigentumskomplexe der Familie Hahn und der Domanialämter Güstrow, Ivenack und Stavenhagen in Rostock lehrte sie von 1970 bis 1986 als Hochschuldozentin für Geschichte der deutschen Arbeiterbewegung und nach der Promotion B  Ländliche Siedlungen im 18. und 19. Jahrhundert. Studie zu gesellschaftlichen und natürlichen Einflüssen auf die Entwicklung und Analyse der Siedlungsverhältnisse in Mecklenburg-Schwerin 1979 von 1986 bis 1990 als Professorin für Wissenschaftlichen Kommunismus. 1994 wurde sie Privatdozentin für Neuere Geschichte an der Universität Hamburg.

## Schriften (Auswahl)
- mit Peter Alheit: Die vergessene „Autonomie“ der Arbeiter. Eine Studie zum frühen Scheitern der DDR am Beispiel der Neptunwerft. Dietz, Berlin 2004, ISBN 3-320-02051-X.
- mit Georg Moll, Ernst Münch und Helga Schultz (Hrsg.): Gerhard Heitz: Studien zur mecklenburgischen Agrargeschichte in der Frühen Neuzeit (= Abhandlungen der Leibniz-Sozietät der Wissenschaften; Band 26). Trafo, Berlin 2010, ISBN 978-3-89626-933-1.